# Харитоново (Бурятія)
Харитоново (рос. Харитоново) — село Тарбагатайського району, Бурятії Росії. Входить до складу Сільського поселення Барикінське.
Населення — 168 осіб (2015 рік).